# Bugis
Bugis – podziemna stacja węzłowa Mass Rapid Transit (MRT) w Singapurze, która jest częścią East West Line i Downtown Line. Stacja obsługuje takie strefy jak Bugis+, Sim Lim Square, Bugis Village i Bugis Junction.